# Пиринско лале
Вижте пояснителната страница за други значения на Пиринско лале.
Пиринското лале (Tulipa pirinica) е многогодишно тревисто луковично растение от семейство Кремови, български ендемит. Включено е в Червената книга на България и в Закона за биологичното разнообрезие като критично застрашен вид.

## Описание
Луковицата му е обратнояйцевидна с тъмнокафяви обвивни люспи, от вътрешната страна са голи. Стъблото на растението достига до 20 cm височина. Има 3 – 4 листа, които са тясноланцетни. Околоцветните листчета са червени, в основата с тъмно петно, без жълта ивица около него. Те са неравни помежду си. Вътрешните листчета са обратнояйцевидни, по-широки от външните ланцетни листчета. Тичинковите дръжки му са голи. Плодът представлява елипсовидна кутийка. Цъфти през април – май, плодоноси – май – юни. Опрашва се от насекоми и се размножава се със семена и вегетативно.

## Разпространение
Пиринското лале расте по сухи тревисти и храсталачни места с преобладаване на Syringa vulgaris и Paluirus spina - christi, върху наситено кафяви планинско-горски почви. Популациите му са с ниска численост. Наблюдават се годишни флуктуации в размерс им – между 50 и 100 индивида.
Среща се в местността Пазлъка при село Илинден в Стъргач, местността Сари Падина при село Копривлен, местността Лалево в подножието на връх Света Елена в Южен Пирин, на височина между 800 – 1300 m.
За опазване на пиринското лале е създадена защитената местност „Пиринско лале“ в землището на село Копривлен, област Благоевград.